# Доње Власе
Доње Власе је насеље у градској општини Палилула на подручју града Ниша у Нишавском округу. Налази се на јужном рубу Нишке котлине, у подножју Селичевице, удаљено 8 км од центра Ниша. Године 1878. имало је 26 домаћинстава и 185 становника, а 1930. године 70 домаћинстава и 154 становника. Према попису из 2022. било је 214 становника (према попису из 1991. било је 182 становника).

## Историја
Порекло назива села упућује на средњовековну насељеност овог места влашким становништвом. Кроз турски период , када је већ била извршена етничка словенизација Влаха, развој села је обавијен непрозирним велом. Истина, у турском дефтеру из 1498. године помиње се напредно село Власи са 36 кућа, 14 неожењених, 5 удовичких, једном баштином, једном воденицом (која меље пола године) и у близини којег се налази манастир Светог Јована са 3 калуђера, али није сигурно да се ово не односи на село Горње Власе у Заплању.
До данашњег дана брдо на северозападу од Доњег Власа према Кнежици задржало је име Црквиште.По предању старијих мештана на том месту налазила се Црква.
Уочи ослобођења од Турака, Доње Власе је било господарлук Ђорђа и Манојла Краналића, а његови житељи су се, пре свега, бавили сточарством и горосечом. У периоду Србије и међуратне Југославије становништво се постепено преоријентисало ка земљорадњи и печалбарству, а од 1950. године и у правцу градских (радничких) занимања. Од 1955. године почело је масовно пресељавање Доњовлашана у кованлучку долину где су формирали посебну групацију кућа. Године 1973. у груписаној целини било је око 40 домаћинстава, а у целој кованлучкој долини око 85 доњовлашких кућа.

## Саобраћај
До Доњег Власа се може доћи приградском линијом 24 ПАС Ниш - Кованлук - Доње Власе.

## Демографија
У насељу Доње Власе живи 224 пунолетних становника, а просечна старост становништва износи 56,7 година (54,9 код мушкараца и 58,5 код жена). У насељу има 102 домаћинстава, а просечан број чланова по домаћинству је 2,10.
Ово насеље је у потпуности насељено Србима (према попису из 2002. године), а у последња три пописа, примећен је пад у броју становника.
|  |

| Демографија | Демографија | Демографија |
| Година      | Становника  | Становника  |
| ----------- | ----------- | ----------- |
| 1948.       | 580         |             |
| 1953.       | 624         |             |
| 1961.       | 533         |             |
| 1971.       | 387         |             |
| 1981.       | 239         |             |
| 1991.       | 182         | 182         |
| 2002.       | 152         | 152         |
| 2011.       | 254         |             |
| 2022.       | 214         |             |

| Етнички састав према попису из 2002.‍ | Етнички састав према попису из 2002.‍ | Етнички састав према попису из 2002.‍ | Етнички састав према попису из 2002.‍ | Етнички састав према попису из 2002.‍ |
| ------------------------------------ | ------------------------------------ | ------------------------------------ | ------------------------------------ | ------------------------------------ |
|                                      |                                      |                                      |                                      |                                      |
| Срби                                 | Срби                                 |                                      | 152                                  | 100,0%                               |
| непознато                            | непознато                            |                                      | 0                                    | 0,0%                                 |

| Година пописа     | 1948. | 1953. | 1961. | 1971. | 1981. | 1991. | 2002. |
| ----------------- | ----- | ----- | ----- | ----- | ----- | ----- | ----- |
| Број домаћинстава | 98    | 102   | 116   | 107   | 81    | 74    | 71    |

| Број чланова      | 1  | 2  | 3 | 4 | 5 | 6 | 7 | 8 | 9 | 10 и више | Просек |
| ----------------- | -- | -- | - | - | - | - | - | - | - | --------- | ------ |
| Број домаћинстава | 24 | 30 | 7 | 5 | 4 | 0 | 1 | 0 | 0 | 0         | 2,14   |

| Пол    | Укупно | Неожењен/Неудата | Ожењен/Удата | Удовац/Удовица | Разведен/Разведена | Непознато |
| ------ | ------ | ---------------- | ------------ | -------------- | ------------------ | --------- |
| Мушки  | 72     | 8                | 50           | 12             | 2                  | 0         |
| Женски | 72     | 4                | 48           | 16             | 3                  | 1         |
| УКУПНО | 144    | 12               | 98           | 28             | 5                  | 1         |

| Пол    | Укупно                    | Пољопривреда, лов и шумарство | Рибарство                            | Вађење руде и камена | Прерађивачка индустрија       |
| ------ | ------------------------- | ----------------------------- | ------------------------------------ | -------------------- | ----------------------------- |
| Мушки  | 24                        | 0                             | 0                                    | 0                    | 10                            |
| Женски | 11                        | 4                             | 0                                    | 0                    | 3                             |
| УКУПНО | 35                        | 4                             | 0                                    | 0                    | 13                            |
| Пол    | Производња и снабдевање   | Грађевинарство                | Трговина                             | Хотели и ресторани   | Саобраћај, складиштење и везе |
| Мушки  | 1                         | 1                             | 2                                    | 0                    | 4                             |
| Женски | 0                         | 0                             | 0                                    | 1                    | 0                             |
| УКУПНО | 1                         | 1                             | 2                                    | 1                    | 4                             |
| Пол    | Финансијско посредовање   | Некретнине                    | Државна управа и одбрана             | Образовање           | Здравствени и социјални рад   |
| Мушки  | 0                         | 0                             | 1                                    | 0                    | 0                             |
| Женски | 1                         | 0                             | 0                                    | 0                    | 0                             |
| УКУПНО | 1                         | 0                             | 1                                    | 0                    | 0                             |
| Пол    | Остале услужне активности | Приватна домаћинства          | Екстериторијалне организације и тела | Непознато            | Непознато                     |
| Мушки  | 3                         | 0                             | 0                                    | 2                    | 2                             |
| Женски | 2                         | 0                             | 0                                    | 0                    | 0                             |
| УКУПНО | 5                         | 0                             | 0                                    | 2                    | 2                             |

## Галерија
- Прилаз селу
- Панорама
- Део села
- Морке